# Lijst van bouwwerken in Rosmalen
Deze lijst bevat bouwwerken in Rosmalen met een artikel op Wikipedia.

## Bestaande bouwwerken

### Expositieruimten
- Autotron Rosmalen

### Kunstwerken
- De Vlinderpoort
- Watchtower II
- Wiel van Rosmalen

### Onderwijsgebouwen
- Rodenborch-College

### Sportaccommodaties
- Sportpark De Groote Wielen
- Sportpark De Hoef
- Sportpark Maliskamp

### Religieuze bouwwerken
- Sint-Lambertuskerk

### Vervoer
- Station Rosmalen

### Winkelcentrum
- Molenhoekpassage
- Vreeburgpassage
- Winkelcentrum De Groote Wielen

### Overige bouwwerken
- Coudewater
- Huis van de Toekomst
- Standerdmolen Rosmalen
- Villa De Driesprong

## Voormalige bouwwerken
- Annenborch
- Autotron
- Bont pertje
- Goldfinger (discotheek)
- Klooster van Meeuwen
- Molen Duffhues
- Sportpark Coudewater
- Station Kruisstraat
- Station Sprokkelbosch